# Thecaphora solani
Thecaphora solani (лат.) — вид грибов-устомицетов из рода Thecaphora, возбудитель головни картофеля. Данный вид распространён в Новом Свете от Мексики до Чили и Боливии; в Евразии не описан.

## Происхождение заболевания
Первые сообщения о головне появились в 1928 году, когда было описано новое заболевание картофеля в Андских высокогорьях Перу. В 1939 году это заболевание обнаружено в Андах на территории Венесуэлы.
В 1954 году заболевание обнаружено в прибрежной долине Перу. Экономический вред, вызываемый этим паразитом, может быть огромным: потери урожая восприимчивых сортов картофеля в неблагоприятный год могут достигать 85 %.

## Круг хозяев
Thecaphora solani способна паразитировать на ряде культурных и дикорастущих видов картофеля (Solanum), на представителях томатов (Lycopersicon) и на некоторых других дикорастущих пасленовых (Solanaceae), например, на дурмане обыкновенном (Datura stramonium).

## Заболевание
Инфицирование растений осуществляется за счет проникновения мицелия в ткани растения-хозяина через ранки (раневая инфекция). Галлы паразита развиваются на столонах, подземных частях стеблей и клубнях. На столонах и подземных частях стебля они могут достигать 10 см и более в диаметре и иметь массу более 300 г. На клубнях галлы варьируют в размерах и могут достигать 4 см в диаметре. Характерными для паразита являются овальной или неправильной формы пустулы, которые формируются в галлах. Эти пустулы заполнены массой ржаво-коричневых бородавчатых устоспор, собранных в спорокучки[что?].
Симптомами поражения головней картофеля видов Solanum, в том числе и картофеля, являются уродливые разрастания клубней; появление клубнеобразных наростов на нижней части стебля и столонах, в которых содержатся мелкие полости, наполненные спорами. Данный вид является объектом карантина в странах EOКЗР (Европейская и средиземноморская организация по карантины и защите растений), в том числе и в Российской Федерации. Возбудитель болезни включен в список А1 — особо опасных и вредоносных видов.